# Türksat 2A
Türksat 2A est un satellite de télécommunications turc. 